# Гай Брутий Презенс (консул 246 г.)
Вижте пояснителната страница за други личности с името Гай Брутий Презенс.
Гай Брутий Презенс (на латински: Gaius Bruttius Praesens) е политик и сенатор на Римската империя през 3 век.
Той произлиза от фамилията Брутии от Лукания и е син на Гай Брутий Презенс (консул 217 г.). Внук е на Луций Брутий Квинтий Криспин (консул 187 г.), който е брат на Брутия Криспина, която през 178 г. става съпруга на римския император Комод.
През 246 г. Презенс е консул заедно с Гай Алий Албин. 